# Cirrhilabrus blatteus
Cirrhilabrus blatteus är en fiskart som beskrevs av Springer och Randall, 1974. Cirrhilabrus blatteus ingår i släktet Cirrhilabrus och familjen läppfiskar. IUCN kategoriserar arten globalt som livskraftig. Inga underarter finns listade i Catalogue of Life.